# Дейвид Аркет
Дейвид Аркет (на английски: David Arquette) е американски актьор, режисьор, професионален борец, филмов режисьор, продуцент, сценарист и моден дизайнер.

## Биография
Роден е на 8 септември 1971 г. в Бентънвил, Вирджиния, в семейството на актьора Луис Аркет. Дядо му по бащина линия Клиф Аркет също е популярен актьор и комедиант. Той е най-малкото от петте деца в артистичното семейство Аркет, сестрите му Розана Аркет, Патриша Аркет и Алексис Аркет, и брат му Ричмънд Аркет.
На 12 юни 1999 г. Дейвид се жени за Кортни Кокс, актриса, популярна от сериала „Приятели“, от която има дъщеря (Коко Райли).
Част е от Управителния съвет на Feeding America – най-голямата американска благотворителна организация за борба с глада. През 2000 г., след участие във филм, продуциран от Световния кеч шампионат, започва да участва в шоувечерите, организирани от нея. Става даже шампион и участва в няколко сблъсъка на ринга, преди да се „оттегли“ от кеча.

## Актьорска кариера
Най-големият професионален успех на Дейвид Аркет е участието му в хорър-четирилогията „Писък“ в ролята на полицая Дюи Райли. На снимачната площадка на филма Дейвид среща и бъдещата си съпруга Кортни Кокс. През 2003 г. двамата участват заедно и в реклама на „Кока-Кола“.
През 2007 г. участва в телевизионния сериал In Case of Emergency, а през 2006 г. режисира и първия си филм The Tripper (хорър). През 2011 г. се превъплъщава отново в ролята на Дюи Райли в четвъртия пореден „Писък“.

## Избрана филмография
| Година | Филм                   | Оригинално заглавие     | Роля           | Режисьор                         |
| ------ | ---------------------- | ----------------------- | -------------- | -------------------------------- |
| 1994   | Въздухари              | Airheads                | Картър         | Майкъл Леман                     |
| 1996   | Писък                  | Scream                  | Дуайт Райли    | Уес Крейвън                      |
| 1997   | Писък 2                | Scream 2                | Дуайт Райли    | Уес Крейвън                      |
| 1999   | Целуни ме              | Never Been Kissed       | Роб            | Раджа Госнел                     |
| 2000   | Писък 3                | Scream 3                | Дуайт Райли    | Уес Крейвън                      |
| 2000   | Готови за бой          | Ready to Rumble         | Горди          | Браян Робинс                     |
| 2001   | 3000 мили до Грейсланд | 3000 Miles to Graceland | Гас            | Демиън Лихтенщайн                |
| 2001   | Агент в оставка        | See Spot Run            | Гордън Смит    | Джон Уайтсел                     |
| 2002   | Осмокраки гадини       | Eight Legged Freaks     | Крис Маккормик | Елори Елкайем                    |
| 2011   | Писък 4                | Scream 4                | Дуайт Райли    | Уес Крейвън                      |
| 2022   | Писък                  | Scream                  | Дуайт Райли    | Мат Бетинели-Олпин, Тайлър Гилет |